# マルティナ・マイェルレ
マルティナ・マイェルレ（クロアチア語:Martina Majerle）は、クロアチアの歌手。ユーゴスラビア連邦のクロアチア社会主義共和国（現・クロアチア共和国）、リエカ出身。旧ユーゴスラビア圏の数多くの歌手やバンドのバック・ヴォーカルを務めており、バック･ヴォーカルとして幾度にも渡るユーロビジョン・ソング・コンテスト参加経験がある。ユーロビジョン・ソング・コンテスト2009ではカルティッシモと共にスロベニア代表としてロシアのモスクワで行われる大会に参加し、楽曲「Love Symphony」を披露した。

## 来歴
マルティナ・マイェルレは、クロアチアの音楽グループ・プトカジの歌手として音楽の世界に入り、後にAtmosphericの歌手として活動を続けた。
マイェルレは、パリのオランピアでテレザ・ケソヴィヤのバック・ヴォーカルをしたことがあるほか、ズロラヴコ・チョリッチ（Zdravko Čolić）、ノヴィ・フォシリ（Novi Fosili）、セヴェリナ、マッシモ・サヴィッチ（Massimo Savić）、ニナ・バドリッチ、ヴァンナ、トニ・ツェティンスキ（Toni Cetinski）、ヴェスナ・ピサロヴィッチ、ラドイカ・シュヴェルコ（Radojka Šverko）、マヤ・ブラグダン（Maja Blagdan）など数多くの旧ユーゴスラビア圏のミュージシャンたちのバック・ヴォーカルとして活躍した。

### ユーロビジョン・ソング・コンテスト
2009年大会ではカルティッシモと共にスロベニア代表としてロシアのモスクワで行われる大会に参加した。大会では2日目の準決勝で14得点を得て16位に終わり、決勝への進出はかなわなかった。
この他に、ユーロビジョン・ソング・コンテストの2003年大会のクロアチア代表・クラウディア・ベニ、2007年大会のスロベニア代表・アレンカ・ゴタル、2008年大会のモンテネグロ代表・ステファン・フィリポヴィッチ、2011年大会のスロベニア代表・マーヤ・ケウツ、2012年大会のスロベニア代表・エヴァ・ボト、2014年大会のモンテネグロ代表・セルゲイ・チェトコヴィッチのバック・ヴォーカルとしてユーロビジョンの舞台に立った。
| 年   | 国           | アーティスト                 |
| ---- | ------------ | ---------------------------- |
| 2003 | クロアチア   | クラウディア・ベニ           |
| 2007 | スロベニア   | アレンカ・ゴタル             |
| 2008 | モンテネグロ | ステファン・フィリポヴィッチ |
| 2011 | スロベニア   | マーヤ・ケウツ               |
| 2012 | スロベニア   | エヴァ・ボト                 |
| 2014 | モンテネグロ | セルゲイ・チェトコヴィッチ   |